# ライヒスホーフシュターディオン
ライヒスホーフシュターディオン（Reichshofstadion）は、オーストリア・フォアアールベルク州のルステナウにあるスタジアムである。
1953年に建設されたこの多目的スタジアムは、オーストリア・ブンデスリーガ2部に属しているSCアウストリア・ルステナウ（SC Austria Lustenau）が本拠地として使用している。
1997年及び2000年に大規模な修築・拡大工事が行われ、現在の収容人数は11,000人。
スタジアム内にはフーゴ・クラインブロード礼拝堂（Hugo-Kleinbrod-Kapelle）もあり、結婚式を挙げたり、洗礼を受ける地元の人々も多い。
2007年には世界体操祭の会場としても使用された。